# Ахмедов, Агамирза Мирза Али оглы
Агамирза Мирзали оглы Ахмедов (1905, Ангехаран, Бакинская губерния, Российская империя — 1964, Баку, СССР) — советский хозяйственный, государственный и политический деятель.

## Биография
Родился в 1905 году в Ангехаране. Член ВКП(б) с 1928 года.
С 1934 года — на хозяйственной, общественной и политической работе. В 1934—1954 гг. — заместитель начальника Политического отдела Моллакендской МТС, секретарь Ленкоранского, Зангеланского, Шамхорского, 1-й секретарь Али-Байрамлинского районных комитетов КП(б) Азербайджана, заместитель начальника Политического отдела Закавказской железной дороги, 2-й секретарь Нахичеванского областного комитета КП(б) Азербайджана, заведующий Транспортным отделом Бакинского городского комитета КП(б) Азербайджана, 1-й секретарь Кубинского районного, 1-й секретарь Кировабадского городского комитета КП(б) Азербайджана, председатель Верховного Совета Азербайджанской ССР, заместитель председателя, председатель Бакинского горисполкома, министр торговли Азербайджанской ССР, возглавлял Главное управление Совета министров Азербайджанской ССР.
Избирался депутатом Верховного Совета СССР 3-го созыва.
Умер в 1964 году.